# Droit bangladais
Le droit bangladais est le droit appliqué au Bangladesh.

## Sources du droit

### Constitution
La Constitution du Bangladesh est la loi suprême de la République et toute norme inférieure doit y être conforme.

### Droit international
Les traités doivent être présentés par le Président à l'Assemblée pour adoption.

### Législation
Le pouvoir législatif est confié à l'Assemblée nationale. La procédure législative est établie par l'article 80 de la Constitution.

## Sources

## Compléments